# 冷水鏢鱸
冷水鏢鱸為輻鰭魚綱鱸形目鱸亞目河鱸科的其中一種，被IUCN列為次級保育類動物，分布於美國Coosa河流域，體長可達5.4公分，棲息在植被生長的溪流，屬肉食性，以橈腳類、水生昆蟲等為食。